# Hard dance
Hard dance è un genere di electronic dance music, esso ha interno sonorità dure che ne amplificano gli effetti e lo rendono meno adatto a un ascolto radiofonico o da ballare e che lo fondono in parte anche al genere trance. Il tempo all'interno della Hard Dance varia generalmente dai 135 BPM ai 150. Tuttavia potrebbe definirsi un genere di Dance, che è la Dance stessa ma con un altro nome, essa infatti ricalca perfettamente la Dance in tutte le sue forme, tra cui spicca in particolare l'Italodance. In definitiva sarebbe il modo di definire la Dance, oltre che Eurodance ed Italodance. Tuttavia la vastità che si compone del genere e della sua forma, in particolare dei battiti, ne definisce alcune canzoni con questo nominativo, mentre alla fine è semplicemente Dance.

## Accezione alternativa
Hard Dance è da alcuni concepita con un'accezione alternativa, in cui essa indica un sottogenere della musica Dance elettronica, nei casi in cui lo stile musicale è caratterizzato dalla mancanza di confini tra i generi prima menzionati, in cui "si mescolano" in modo che diventi pressoché impossibile attribuirla ad un genere particolare. Un esempio comune può essere una musica cross-over Eurodance, Hard house / Hard trance. Questo punto di vista tuttavia è snobbato da molti musicisti della vecchia guardia, ed è vista come un tentativo di rietichettare e ripresentare un prodotto ormai stabile.
In Italia, alcuni DJ molto famosi, sono stati per un determinato periodo di tempo, promotori di questo genere; ad esempio Provenzano Dj e i Promise Land hanno fatto sì che questo genere "facesse strada" tra i tanti del settore.